# 托斯卡納大親王斐迪南·德美第奇

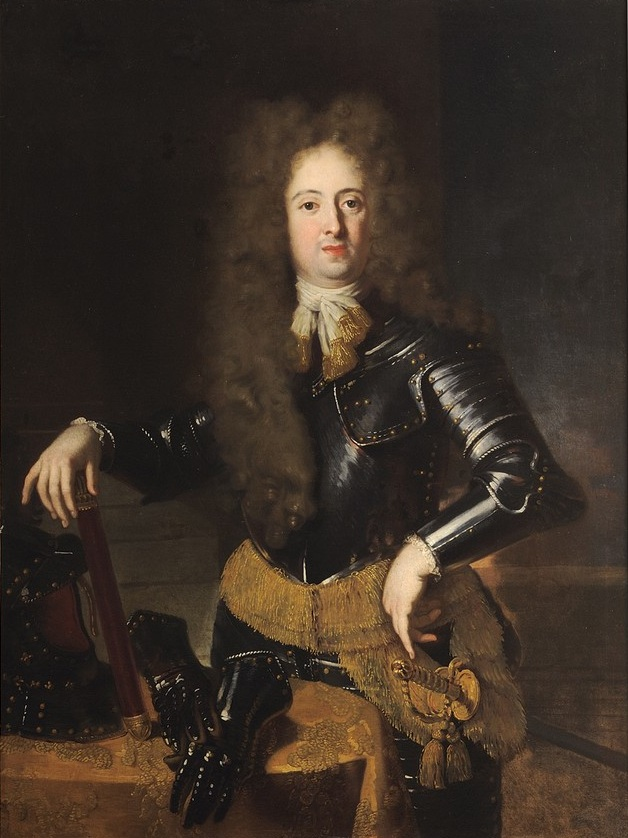
斐迪南·德美第奇大親王

斐迪南·德美第奇（義大利語：Ferdinando de' Medici，1663年8月9日—1713年10月31日）是托斯卡纳大親王，也是托斯卡纳大公之位的继承人。但因为他的父亲大公科西莫三世活得更久，所以他最后并没有成為大公。

## 生平
斐迪南是科西莫大公和玛丽·德·美第奇的孙女玛格丽特·露易丝·奥尔良（后者的父亲就是奥尔良公爵加斯东·让-巴蒂斯特）的儿子。1675年父母离异后，他的母亲独自返回巴黎，并在蒙马特的一个修道院安身。科西莫曾写信给妻子要求她返回佛罗伦萨，但她回信说「会在地狱里再见他」。
虽然并不愿意，斐迪南还是在1689年迎娶了巴伐利亚选侯斐迪南·玛丽亚的女儿维奥兰特。尽管他的妻子热爱音乐，也爱她的丈夫，这段婚姻仍然是不幸的，且没有子嗣。科西莫大公想得到一个孙子的愿望彻底成空，而1737年吉安·加斯托内死后，托斯卡纳的统治权被传给了神圣罗马帝国的皇帝、玛丽娅·特蕾西娅的丈夫弗朗茨，也标志着独立的托斯卡纳时期的终结。
像他的叔叔和兄弟一样，斐迪南也完全是一个音乐家。1698至1708年间克里斯托福里为斐迪南制作了几台钢琴。格奥尔格·弗里德里希·亨德尔和亚历山德罗·斯卡拉蒂都在美第奇家族的乡间别墅表演过。美第奇的家族医生安东尼奥·萨尔维写过几个剧本，还被亨德尔在自己的歌剧中使用。亨德尔及阿尔坎杰罗·科雷利都和斐迪南的姐姐安娜·玛利亚·路易莎·德·美第奇很熟悉，科雷利还写过“作品第六号:12首大协奏曲”献给安娜，亨德尔在欧洲大陆旅行时还去杜塞尔多夫拜访她。斐迪南一直和斯卡拉蒂保持着联系。此外，他还是画家朱塞佩·克雷斯皮和塞巴斯利·玛窦的赞助者。维瓦尔第在1711年献给他小提琴协奏曲《和谐的灵感》（L'estro armonico）。

## 影響

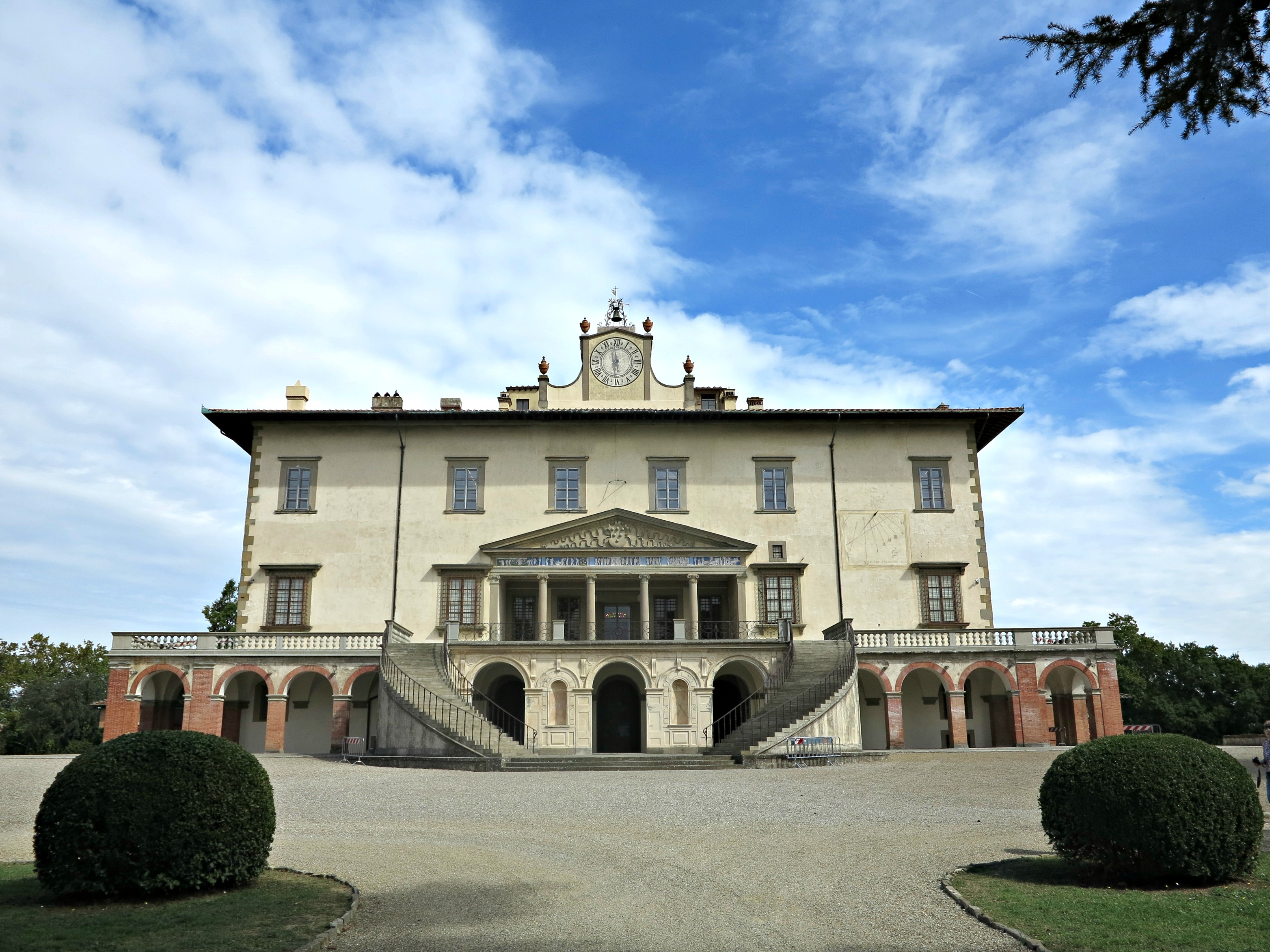
美第奇家族在普拉托里诺的别墅

斐迪南的声誉主要取决于担任艺术赞助人。他在普拉托里诺保留了一幢别墅，经常用来举办艺术家们的聚会。在别墅里，他还建造了一座室内的剧场。
斐迪南的另一个贡献就是雇佣了钢琴的发明者克里斯托福里做自己的乐器保管人。